# برمید ایندیم (III)
برمید ایندیم(III) (به انگلیسی: Indium(III) bromide) با فرمول شیمیایی InBr۳ یک ترکیب شیمیایی است. که جرم مولی آن ۳۵۴٫۵۳۰ g/mol می‌باشد. شکل ظاهری این ترکیب، بلورهای دستگاه بلوری مونوکلینیک زرد و سفید است.